# Zveza veteranov vojne za Slovenijo
Zveza veteranov vojne za Slovenijo (ZVVS) je domoljubna, samostojna, nestrankarska, nepridobitna in nevladna zveza Območnih združenj veteranov vojne za Slovenijo.
Območna združenja vključujejo tiste udeleženke in udeležence priprav na vojno ali vojne za Slovenijo, ki so ne glede na njihova politična in svetovno nazorska prepričanja aktivno sodelovali v pripravah na vojno oziroma neposrednih obrambnih aktivnostih v vojni za obranitev samostojne in neodvisne Republike Slovenije v obdobju od 17. maja 1990 do 26. oktobra 1991.
Zveza veteranov vojne za Slovenijo sodeluje s sorodnimi veteranskimi organizacijami doma in v tujini.
Od leta 1994 je Zveza veteranov vojne za Slovenijo polnopravna članica Svetovne veteranske federacije - World Veterans Federation, kjer aktivno sodeluje v njenih delovnih telesih, izvaja njene resolucije in sklepe.

## Dan ZVVS in prva obrambna akcija za samostojno Slovenijo
17. maja 1990 je kot odgovor na pobiranje orožja Teritorialni obrambi (TO) pričela delovati Manevrska struktura narodne zaščite (MSNZ), ki je pomembno vplivala na razvoj obrambnih sil in na samostojnost Slovenije. Tri leta kasneje je bila prav 17. maja ustanovljena Zveza veteranov vojne za Slovenijo (ZVVS). 17.maj je dan zavrnitve ukaza o oddaji orožja iz skladišč Teritorialne obrambe (TO), katerega izvajalci so preprečili popolno razorožitev takratne TO ter vzpostavili obrambne sile novo nastajajoče države kot tudi materialno tehnične pogoje za kasnejšo uspešno vojaško ubranitev pred vojaško agresijo Jugoslovanske ljudske armade v letu 1991.
Za prvo obrambno akcijo za samostojno Slovenijo pa lahko štejemo "Akcijo Sever", ko so pripadniki slovenskih policijskih sil, ki so pozneje osnovali lastno veteransko organizacijo Združenje Sever, preprečili prihod več stotim Miloševićevim podpornikom z avtobusi iz Srbije v Ljubljano 1. decembra 1989 na "miting resnice", kjer naj bi rušili tedanjo oblast, ker je - enotno, skupaj s slovensko demokratično opozicijo - nasprotovala srbski centralistični politiki.

## Člani ZVVS
Skladno s statutom ZVVS lahko Območno združenje postane član ZVVS, če v temeljnem aktu omogoča včlanjevanje oseb, ki jim je bil dodeljen status na podlagi Zakona o vojnih veteranih (uradno prečiščeno besedilo v Uradnem listu Republike Slovenije št. 59/2006); to so: organizatorji in pripadniki MSNZ, pripadniki TO, pripadniki organov za notranje zadeve, člani republiške koordinacije in pokrajinskih koordinacij oziroma podskupin, pripadniki enot za zveze države ali občine, pripadniki Narodne zaščite, delavci upravnih organov, pristojnih za obrambne ali notranje zadeve oziroma drugih državnih organov, pripadniki civilne zaščite, zaposleni v podjetjih in institucijah, ki so izvajali naloge civilne obrambe, prostovoljci v enotah TO, organih za notranje zadeve, Narodne zaščite, enotah za zveze Republike Slovenije in občin, civilne zaščite, upravnih organih za obrambne in notranje zadeve, drugih državnih organih in podjetjih, posamezniki, ki so na zahtevo poveljstev in poveljnikov vojaških enot TO ter tedanje milice, neposredno sodelovali pri pogajanjih, zbiranju obveščevalnih podatkov, izvajanju oskrbe, oviranju komunikacij, trjevanju poveljniških mest in obrambnih položajev ter zagotavljanju nastanitvenih, delovnih in skladiščnih prostorov, najodgovornejši člani občinskih izvršnih svetov in poverjeništev, ki so na območju vojaških spopadov neposredno opravljali obrambne naloge za potrebe TO in tedanje milice,
člani štabov za civilno zaščito ter njihovih specializiranih enot, ki so opravljali obrambne naloge na območju oboroženih spopadov, delavci slovenske carine na območju vojaških spopadov, ki so izvajali naloge na mejnih prehodih na podlagi zahtev koordinacijskih podskupin.
Člani so lahko tudi posamezniki, ki so kot kulturni ali umetniški delavci oziroma predstavniki sredstev javnega obveščanja s svojo aktivnostjo spodbujali in osveščali slovensko javnost v najtežjih trenutkih procesa osamosvajanja, priprav na vojno in vojne za Slovenijo, člani Rdečega križa Slovenije in zdravstveni delavci, najožji svojci udeleženk in udeležencev v pripravah vojne in v vojni za Slovenijo (zakonci in otroci), svojci žrtev vojne za Slovenijo (zakonski in izven zakonski partnerji, otroci, bratje, sestre, pastorki in starši), invalidi in ranjeni v vojni za Slovenijo v letu 1991, na lastno željo, osebe, ki so pravočasno prestopile iz JLA in niso aktivno sodelovale v vojaški agresiji na Republiko Slovenijo in so v času po prestopu aktivno sodelovale pri obrambi Republike Slovenje v času vojne.
Člani Območnih združenj VVS ne morejo postati osebe, ki so s svojim ravnanjem ovirale priprave na vojno ali aktivnosti v vojni za Slovenijo.

## Razsežnost ZVVS
V Zvezo je vključenih 57 območnih organizacij, ki svoje delo koordinirajo v 13. Pokrajinskih odborih, s preko 27.600 članicami in člani.

## Glasilo Veteran
Zveza veteranov vojne za Slovenijo izdaja informativno glasilo Veteran, ki je v pdf obliki dostopno tudi on-line.
Glasilo Veteran je prvič izšlo maja leta 1996.

## Katalog priznaj Zveze veteranov vojne za Slovenijo /ZVVS/
Predsedstvo Zveze veteranov vojne za Slovenijo (ZVVS) je na podlagi Statuta ZVVS, ki ga je sprejel Glavni zbor ZVVS dne 11. marca 2007, na seji dne 24. januarja 2008 sprejelo dopolnjeni Pravilnik o priznanjih, znakih in kovancih ZVVS, s katerim se določajo vrste in oblike priznanj, znakov in kovancev ZVVS, merila ter pristojnosti in postopki za podeljevanje priznanj, znakov in kovancev ZVVS.
Zveza veteranov vojne za Slovenijo za zasluge pri izgrajevanju in krepitvi ZVVS, uspešno izvrševanje nalog, prizadevno in dolgoletno delo v organih ZVVS, uspešno sodelovanje s sorodnimi društvi doma in v tujini ter za uspešno sodelovanje in nudenje pomoči zvezi podeljuje:
PRIZNANJA, ZNAKE, KOVANCE IN ČASTNE NAZIVE ZVVS
.

## Priznanja Zveze veteranov vojne za Slovenijo /ZVVS/ v sliki
Priznanja Zveze veteranov vojne za Slovenijo v sliki.